# Tichon Chrennikov
Tichon Nikolajevitsj Chrennikov (Russisch: Тихон Николаевич Хренников) (Jelets, 28 mei 1913 – Moskou, 14 augustus 2007) was een Russisch componist, muziekpedagoog en communistisch muziekideoloog. Hij was de jongste van tien kinderen van het echtpaar Nikolaj Ivanovitsj Chrennikov en Barbara Vasiljeva Domochozjinka.

## Levensloop
Chrennikov speelde als kleine jongen al mandoline in een tokkelorkest. Op 9-jarige leeftijd kreeg hij pianoles van B. Agarkov, een leerling van Konstantin Igoemnov, die rector was van het conservatorium van Moskou. Aansluitend kreeg hij piano- en muziektheorielessen van Anna Vargoeninoj. Op 13-jarige leeftijd componeerde hij zijn eerste kleine stukjes (walsen, marsen et cetera). Een vriend van zijn zusters studeerde aan de Gnessin Staatsacademie voor Muziek in Moskou. Hij beval hem aan een van de professoren van deze academie aan. Chrennikov begon in 1929 zijn studie piano en compositie aan deze academie in Moskou bij Michail Gnesin en Efraim G. Gelman. In 1932 stapte hij over naar het Conservatorium van Moskou. Hij studeerde in 1936 af bij Vissarion Sjebalin en Genrich Litinski met zijn Eerste symfonie.
In 1941 werd hij hoofd van de muziekafdeling van het centrale theater van het Sovjetleger in Moskou, waar hij tot 1954 verbleef. In 1948 werd hij, door een besluit van het Centraal Comité van de Communistische Partij van de Sovjet-Unie, eerste secretaris van de Bond van Sovjetcomponisten. Dit gezelschap volgde de Zjdanovdoctrine en uitte scherpe kritiek op de vermeende "Formalisten", onder wie Dmitri Sjostakovitsj, Sergej Prokofjev, Nikolaj Mjaskovski en Aram Chatsjatoerjan. Deze functie behield hij "de facto" tot 1992, sinds 1991 gedeeld met Edison Denisov. In deze functie was Chrennikov het ideologisch altijd eens met de Sovjet-regering. Hij was zeer conservatief en ageerde tegen componisten die moderne tendensen in hun werk gebruikten, bijvoorbeeld Sjostakovitsj en later Alfred Schnittke. Hem is vaak aangewreven dat hij door zijn behoudende en conformistische componeren de spil kon worden van de Sovjet-muziekwereld en daarin belangrijke functies kon bekleden, terwijl zijn meer getalenteerde collega's te lijden hadden onder censuur en onderdrukking. Na zijn dood is dat beeld enigszins genuanceerd.
Chrennikov was afgevaardigde in de Opperste Sovjet. Hij werd in 1963 onderscheiden als "Volkskunstenaar van de Sovjet-Unie", in 1973 als "Held van de socialistische arbeid", in 1963, 1971, 1973 en 1983 met de "Leninprijs" en in 1942, 1946 en 1951 met de "Stalinprijs". In 2003 werd hem de UNESCO Mozart Medaille toegekend.
Vanaf 1961 doceerde hij compositie aan het Conservatorium van Moskou, sinds 1966 als hoogleraar. Naast zijn werkzaamheden als muziekpedagoog en componist trad hij op als pianist van vooral eigen werk.

## Stijl
Chrennikov ontwikkelde al spoedig zijn eigen stijl, die niet vernieuwend was, maar sterk verbonden bleef aan de traditie. Steeds bepaalde de esthetiek van het socialistisch realisme de basis van zijn composities. Zijn werken worden gekenmerkt door geforceerd pathos, vitaliteit en een ritmische "drive". Voor hem was de melodie het heersende element binnen de muziek. Hij schiep veel op volksliederen georiënteerde melodieën. Dat is in zijn talrijke liederen, film- en theatermuziek herkenbaar. De tonaliteit werd nooit in twijfel getrokken. In de orkestwerken is de kleurrijke en krachtige instrumentatie kenmerkend. Hij componeerde altijd consequent, grote stilistische veranderingen zijn niet herkenbaar.

## Composities

### Werken voor orkest

#### Symfonieën
- 1933-1935 Symfonie nr. 1 in bes klein, voor orkest, op. 4
  1. Allegro non troppo
  2. Adagio - Molto espressivo
  3. Allegro molto
- 1940–1942, rev.1944 Symfonie nr. 2 in c klein, voor orkest, op. 9
  1. Allegro con fuoco
  2. Adagio
  3. Allegro molto
  4. Allegro marciale
- 1973 Symfonie nr. 3 in A groot, voor orkest, op. 22
  1. Фуга (Fuga): Allegro con fuoco
  2. Интермеццо (Intermezzo): Andante sostenuto
  3. Финал (Final): Allegro con fuoco

#### Concerten voor instrumenten en orkest
- 1932-1933 Concert nr. 1 in F groot, voor piano en orkest, op. 1
- 1958-1959 Concert nr. 1 in C groot, voor viool en orkest, op. 14
  1. Allegro con fuoco
  2. Andante espressivo
  3. Allegro agitato
- 1964 Concert nr. 1 in C groot, voor cello en orkest, op. 16
  1. Prelude. Andante (alla breve)
  2. Aria. Andante espressivo
  3. Sonata. Allegro con fuoco
- 1971 Concert nr. 2 in C groot, voor piano en orkest op. 21
  1. Introduction: Moderato
  2. Sonata: Allegro con fuco
  3. Rondo: Giocoso
- 1975 Concert nr. 2 in C groot, voor viool en orkest, op. 23
  1. Allegro con fuoco
  2. Moderato
  3. Allegro moderato con fuoco
- 1983 Concert nr. 3 in C groot, voor piano en orkest op. 28
  1. Moderato. Allegro. Andante
  2. Moderato
  3. Allegro molto
- 1986 Concert nr. 2, voor cello en orkest, op. 30
  1. Adagio
  2. Con Moto
- 1991 Concert nr. 4, voor piano, strijkorkest en slagwerk, op. 37

#### Andere orkestwerken
- 1935-1936 Suite uit "Mnogo šuma iz-za ... serdec (Veel lawaai om ... harten)", voor zangstem en orkest, op. 7 - tekst: William Shakespeare
- 1940-1941 Suite uit de muziek voor het schouwspel "Don Quichot", voor orkest - tekst: Michail Bulgakov gebaseerd op de novelle van Miguel de Cervantes
- 2004 Tatjana’s Dag, wals voor orkest
- Suite uit het ballet "«Гусарская баллада» Gusarskaja ballada (Ballade van de huzaar)", voor orkest

### Muziektheater

#### Opera's
| Voltooid in         | titel | aktes   | première | libretto |
| ------------------- | --- | ------- | --- | --- |
| 1936-1939; rev.1952 | «В бурю» V burjuop. 8 (In de storm),                                                                                            | 4 aktes | 28 oktober 1939, Moskou, Vladimir Nemirovich-Danchenko theater; rev. versie: 1952, Moskou                                              | Aleksej M. Fajko naar Nikolaj Virta |
| 1945–1950; rev.1966 | «Фрол Скобеев» Frol Skobejev (De ongewenste schoonzoon), op. 12; rev. versie als: Bezrodnyi zjat (De schoonzoon zonder familie) | 4 aktes | 24 februari 1950, Moskou, Konstantin Stanislavsky en Vladimir Nemirovich-Danchenko theater; rev. versie: 12 december 1966, Novosibirsk | Sergej Cenin naar motieven van de komedie van de Russische adellijke "Frol Skobejev en Annuschka, de dochter van de Bojaar Nardyn-Nasjtsjokin" van Dimitrij Averkiev |
| 1952-1957           | «Мать» "Mat'" (De moeder), op. 13                                                                                               | 4 aktes | 26 oktober 1957, Moskou, Bolsjojtheater                                                                                                | Aleksej Fajko naar Maksim Gorki |
| 1968-1969           | «Мальчик-великан» Mal'čik-velikan (De reuzenjong), op. 18                                                                       |         | 19 december 1969, Moskou | N. Šestakov |
| 1972-1973           | Mnogo šuma iz-za ... serdec (Veel lawaai om ... harten)                                                                         | 2 aktes | 11 maart 1972, Moskou, Kamertheater | Boris Pokrovskij naar William Shakespeare |
| 1982-1983           | «Доротея» Doroteja (Dorothea), op. 27                                                                                           | 2 aktes | 26 mei 1983, Moskou, Konstantin Stanislavsky en Vladimir Nemirovich-Danchenko theater                                                  | Jakov Chaleckij naar R. Sheridans "Duenna" |
| 1984-1985           | «Золотой теленок» Zolotoj telënok (Het gouden kalf), op. 29                                                                     | 2 aktes | 20 maart 1985, Moskou, Konstantin Stanislavsky en Vladimir Nemirovich-Danchenko theater                                                | Jakov Chaleckij, naar een novelle van Ilja Ilf en Evgenij Petrov |
| 1988                | «Голый король» Golyj korol (De naakte koning), op. 31                                                                           | 2 aktes | 30 april 1988, Leningrad, Malji theater voor opera en ballet                                                                           | Robert Rozhdestvensky en I. Šaroev naar Evgenij Švarec |

#### Operettes
| Voltooid in | titel                                                                                         | aktes   | première                                  | libretto                        |
| ----------- | --------------------------------------------------------------------------------------------- | ------- | ----------------------------------------- | ------------------------------- |
| 1962-1963   | «Сто чертей и одна девушка» Sto čertej i odna devuška (Honderd duivels en een meisje), op. 15 | 3 aktes | 16 mei 1963, Moskou, Operettetheater      | naar E. Šatunovskij             |
| 1967        | «Белая ночь» Belaja noč' (Witte nacht)                                                        | 3 aktes | 23 november 1967, Moskou, Operettetheater | E. Šatunovskij naar Leo Tolstoj |

#### Balletten
| Voltooid in | titel                                                                       | aktes   | première                                                | libretto                                                                             | Choreografie                         |
| ----------- | --------------------------------------------------------------------------- | ------- | ------------------------------------------------------- | ------------------------------------------------------------------------------------ | ------------------------------------ |
| 1969-1970   | «Наш двор» Naš dvor (Onze hof), op. 19                                      | 1 akte  | 29 november 1970, Moskou, Bolsjojtheater                |                                                                                      | N. Kasatkina en V. Vassilyev         |
| 1976        | «Любовью за любовь» "Ljuboc'ju za ljubov'" (Liefde voor liefde), op. 24     | 2 aktes | 30 januari 1976, Moskou, Bolsjojtheater                 | Vera Boccadoro en Boris Pokrovskij naar William Shakespeare "Much Ado About Nothing" |                                      |
| 1978        | «Гусарская баллада» Gusarskaja ballada (Ballade van de huzaar), op. 25      | 3 aktes | 3 april 1979, Leningrad, Kirov theater                  | Oleg Vinogradov naar Alexander Gladkov                                               | Dimitry Bryantsev en Oleg Vinogradov |
| 1994        | «Наполеон Бонапарт» Napoléon Bonaparte, op. 40                              |         | 3 oktober 1995, Moskou, Kremlin Paleis van congressen   |                                                                                      | Andrej Petrov                        |
| 1999        | «Капитанская дочка» Kapitanskaja dočka (De dochter van de kapitein), op. 41 |         | 4 juni 1999, Omsk, Het centrale kinderen muziek-theater | Andrej Petrov naar Aleksandr Poesjkin                                                |                                      |

#### Musicals
| Voltooid in | titel                                                              | aktes | première                                              | libretto |
| ----------- | ------------------------------------------------------------------ | ----- | ----------------------------------------------------- | -------- |
| 2001        | «Чудеса, да и только!» Wonders, oh, wonders!                       |       | 8 december 2001 Moskou, Musical Theater voor kinderen |          |
| 2003        | «В 6 часов вечера после войны» (Om zes uur 's avonds na de oorlog) |       | 9 mei 2003, Omsk, Statelijk Musical Theater           |          |

#### Toneelmuziek
- 1934 Mik, voor het toneelstuk van Nikolaj Shestakov (samen met L. Polovinkin)
- 1935-1936 «Александр Шигорин» (Alexander Shigorin)
- 1937 «Большой день» Big Day
- 1937 «Без вины виноватые» (Guilty Without a Sin), voor het toneelstuk van A. Ostrovsky
- 1938 «Я сын трудового народа» I’m the Son of Working People, voor het toneelstuk van V. Kataev
- 1939 «Романтики» Romantics, voor het toneelstuk van E. Rostan
- 1942 «Давным-давно» A Long Time Ago, voor het toneelstuk van Alexander Gladkov
- 1944 «День рождения» Birthday, voor het toneelstuk van de gebroeders Toor
- 1944 «Офицер флота» Marine Officer, voor het toneelstuk van A. Kron
- 1965 «Умные вещи» Wise Things, voor het toneelstuk van Samuel Marshak

### Vocale muziek

#### Voor koor
- 1941 Nazi Ravens Will Be Killed, lied voor gemengd koor en piano - tekst: S. Alymov
- 1941 We Are Masters of the War, lied voor gemengd koor en piano - tekst: Vassily Lebedev-Kumach
- 1942 There is a Good Town in the North, lied voor gemengd koor en piano - tekst: Vladimir Goesev
- 1942 Everybody for the Motherland, lied voor mannenkoor en piano - tekst: Vladimir Gusev
- 1942 Men from Ural are Great Warriors, lied voor mannenkoor en piano - tekst: Agnya Barto
- 1943 Lied van de Sovjet-Unie, lied voor gemengd koor en piano - tekst: Vladimir Gusev
- 1964 Our Soviet Country, lied voor mannenkoor en piano - tekst:
- 1970 3 liederen, voor gemengd koor, op. 20 - tekst: Nekrassov
- 1990 3 liederen, voor gemengd koor, op. 36 - tekst: Nekrassov

#### Voor solozang
- 1935 3 romances, voor zangstem en piano - gebaseerd op lyrische gedichten van Aleksandr Poesjkin, op. 6
- 1935 Birch Tree, lied voor zangstem en piano - tekst: Sergej Essenin
- 1939 Three Pans, lied voor zangstem en piano - tekst: A. Raskin en M. Slobodsky
- 1941 Song About a Moscow Girl, lied voor zangstem en piano - tekst: Agnya Barto
- 1941 Song About Friendship, lied voor zangstem en piano - tekst: Agnya Barto
- 1942 Vijf romances, voor zangstem en piano, op. 11 - tekst: Robert Burns
- 1942 Farewell, lied voor zangstem en piano - tekst: Fedor Kravchenko
- 1960 Moscow’s windows, lied voor zangstem en piano - tekst: Michail Matussovsky
- 1988 3 sonnets (sonnets nr. 112, 55, 81), voor zangstem en piano, op. 32 - tekst: William Shakespeare

### Kamermuziek
- 1978 3 stukken, voor viool en piano, op. 26
- 1988 Strijkkwartet nr. 3, op. 33
- 1989 Sonata, voor cello en piano, op. 34
- 1990 Vijf stukken, voor houtblaasinstrumenten, op. 35

### Werken voor piano
- 1933 5 stukken, op. 2
- 1934-1935 3 stukken
  1. Portrait
  2. Burial
  3. Dance
- 2002 Zes kinderstukken, op. 42

### Filmmuziek
- 1938 «Борьба продолжается» Struggle Is Still On
- 1941 «Свинарка и пастух» Swineheard and Shepherd
- 1941 «Возвращайся с победой» Return with Victory
- 1944 «В 6 часов вечера после войны» (Om zes uur 's avonds na de oorlog)
- 1947 «Поезд идет на Восток» The Train Goes East
- 1950 «Донецкие шахтеры» Miners of Donetsk
- 1951 «Кавалер Золотой Звезды» Cavalier of the Golden Star
- 1953 «Верные друзья» True Friends
- 1958 «Капитанская дочка» The Captain’s Daughter
- 1967 «Пароль не нужен» No Password Necessary
- 1969 «Трое» Three
- 1972 «Руслан и Людмила» Ruslan and Ludmila
- 1973 «Таланты и поклонники» Stars and fans
- 1976 «Додумался - поздравляю!» Afterthought Had Hit You, Congratulations!
- 1978 "Дуэнья" Duenna
- 1978 «Время выбрало нас» We Were Chosen by Time
- 1979 «Антарктическая повесть» The Antarctic novel
- 1980 «Копилка» Money box
- 1982 «Операция на сердце» Heart Operation
- 1999 «Два товарища» Two Comrades

## Publicaties
- Статьи о творчестве композитора, Сост. и ред. – И. И. Мартынов. М.: 1974
- Strike fire from men's hearts, USSR Union of Composers Information Bulletin, Feb-Mar. 1970, p. 13-20
- For further flourishing of our musical art, USSR Union of Composers Information Bulletin, Jan. 1969, p. 3-28
- Education of the young, Music Journal (Delaware), 26, Jan. 1968, p. 25-6+; Music Journal (Delaware), 26, Feb. 1968, p. 23-4+
- Dmitri Shostakovich and Tikhon Khrennikov: Impressions of American music, Music Journal (Delaware), 18, Mar. 1960, p. 10-11+
- With the people, for peace!, News, no. 2, 30 July 1951, p. 14-16.